# Небелівська сільська рада
| Небелівська сільська рада — колишній орган місцевого самоврядування у Новоархангельському районі Кіровоградської області з адміністративним центром у с. Небелівка. Сільській раді підпорядковані населені пункти: - с. Небелівка |

## Склад ради
Рада складається з 14 депутатів та голови.

### Керівний склад ради
| ПІБ                | Основні відомості                                                                                    | Дата обрання | Дата звільнення |
| ------------------ | --- | ------------ | --------------- |
| Бобко Микола Лукич | Сільський голова, 1955 року народження, освіта, безпартійний                                         | 26.03.2006   | 31.10.2010      |
| Бобко Микола Лукич | Сільський голова, 1955 року народження, освіта середня спеціальна, член Комуністичної партії України | 31.10.2010   |                 |

Примітка: таблиця складена за даними джерела

## Населення
Згідно з переписом УРСР 1989 року чисельність наявного населення сільської ради становила 850 осіб, з яких 360 чоловіків та 490 жінок.
За переписом населення України 2001 року в сільській раді мешкало 713 осіб.

### Мова
Розподіл населення за рідною мовою за даними перепису 2001 року:
| Мова       | Відсоток |
| ---------- | -------- |
| українська | 92,15 %  |
| молдовська | 4,21 %   |
| російська  | 3,51 %   |
| білоруська | 0,14 %   |